# Фридрих I фон Хоенлое
Фридрих I фон Хоенлое (на немски: Friedrich I von Hohenlohe; † 21 декември 1352) от фамилията Хоенлое-Уфенхайм-Шпекфелд, е княз-епископ на Бамберг (1344 – 1352).

## Биография
Той е син на Албрехт II фон Хоенлое-Уфенхайм-Шпекфелд († 1312) и съпругата му графиня Аделхайд фон Берг († 1338), дъщеря на граф Улрих III фон Берг-Шелклинген († сл. 1316) и Луитгард фон Калв. Братята му са Лудвиг фон Хоенлое-Уфенхайм-Шпекфелд († 1356), Готфрид († 1326), каноник в Бамберг, Албрехт († 1372), епископ на Вюрцбург (1345 – 1372), и Хайнрих († 1356), каноник в Айхщет. Сестрите му са Анна († сл. 1340), омъжена през 1317 г. за граф Бертхолд X фон Хенеберг († 1340), и Елизабет († 1344), омъжена 1317 г. за граф Лудвиг VII фон Ринек († 1330).
Фридрих е катедрален дякон през 1332 г., приор на „Св. Стефан“ между 1336 и 1343 г. Той е избран през 1344 г. за епископ на Бамберг. През 1350 г. той е приор на църквата Св. Якоб в Бамберг.
Когато е избран за княжески епископ папа е Климент VI и император Лудвиг IV. Фридрих започва веднага да поддържа гегенкраля Карл IV, който печели против Лудвиг. Император Карл награждава помощта на Фридрих с разширяване на епископството на юг и изток.
По времето на Фридрих през 1348 г. евреите са преследвани и изгонени. Те са обвинени преди всичко за избухването на чумата. Фридрих им взема собственостите. На мястото на тяхната синагога днес се намира капелата „Света Мария“. През 1365 г. евреите имат възможността отново да се заселят в Бамберг.
Фридрих умира на 21 декември 1352 г. и е погребан в катедралата на Бамберг.